# Monte Doro
Monte Doro è un rilievo dell'Appennino abruzzese, nel Lazio, nella provincia di Rieti, nel comune di Amatrice.